# Olympische Sommerspiele 2004/Teilnehmer (Slowenien)
| Gelbes Symbol für Goldmedaillen mit stilisierten Olympischen Ringen | Graues Symbol für Silbermedaillen mit stilisierten Olympischen Ringen | Braundes Symbol für Bronzemedaillen mit stilisierten Olympischen Ringen |
| ------------------------------------------------------------------- | --------------------------------------------------------------------- | ----------------------------------------------------------------------- |
| —                                                                   | 1                                                                     | 3                                                                       |

Slowenien nahm bei den Olympischen Sommerspielen in der griechischen Hauptstadt Athen mit 79 Sportlern, 23 Frauen und 56 Männern, teil.
Seit 1992 war es die vierte Teilnahme Sloweniens bei Olympischen Sommerspielen.

## Flaggenträger
Der Handballspieler Beno Lapajne trug die Flagge Sloweniens während der Eröffnungsfeier im Olympiastadion.

## Medaillengewinner
Mit einer gewonnenen Silber- und drei Bronzemedaillen belegte das Team Platz 63 im Medaillenspiegel.

### Silber
| Name(n)              | Sportart | Wettkampf    |
| -------------------- | -------- | ------------ |
| Iztok Čop, Luka Špik | Rudern   | Doppelzweier |

### Bronze
| Name(n)        | Sportart       | Wettkampf                 |
| -------------- | -------------- | ------------------------- |
| Urška Žolnir   | Judo           | Frauen, Halbmittelgewicht |
| Jolanda Čeplak | Leichtathletik | Frauen, 800 Meter         |
| Vasilij Žbogar | Segeln         | Laser                     |

## Teilnehmer nach Sportarten

### Handball
- Herrenteam
11. Platz

- Kader
Matjaž Brumen
Zoran Jovičič
Andrej Kastelic
Vid Kavtičnik
Miladin Kozlina
Beno Lapajne
Jure Natek
Marko Oštir
Aleš Pajovič
Dušan Podpečan
Siarhei Rutenka
Toma Tomšič
Renato Vugrinec
Uroš Zorman
Luka Žvižej

### Judo
- Sašo Jereb
Leichtgewicht: in der 1. Runde ausgeschieden

- Petra Nareks
Frauen, Halbleichtgewicht: in der 1. Runde ausgeschieden

- Lucija Polavder
Frauen, Schwergewicht: in der 1. Runde ausgeschieden

- Raša Sraka
Frauen, Mittelgewicht: in der 1. Runde ausgeschieden

- Urška Žolnir
Frauen, Halbmittelgewicht: Bronze

### Kanu
- Simon Hočevar
Kanuslalom, Einer-Canadier: 6. Platz

- Uroš Kodelja
Kanuslalom, Einer-Kajak: 10. Platz

- Jernej Župančič Regent
Kanurennen, Einer-Kajak 1000 Meter: Halbfinale

- Nada Mali
Frauen, Kanuslalom, Einer-Kajak: 19. Platz in der Qualifikation

### Leichtathletik
- Boštjan Buč
3000 Meter Hindernis: Vorläufe

- Gregor Cankar
Weitsprung: 39. Platz in der Qualifikation

- Roman Kejžar
Marathon: 54. Platz

- Primož Kozmus
Hammerwurf: 54. Platz

- Matic Osovnikar
100 Meter: Viertelfinale
200 Meter: Halbfinale

- Rožle Prezelj
Hochsprung: 20. Platz in der Qualifikation

- Igor Primc
Diskuswurf: 20. Platz in der Qualifikation

- Jurij Rovan
Stabhochsprung: 25. Platz in der Qualifikation

- Matija Šestak
400 Meter: Halbfinale

- Boštjan Šimunič
Dreisprung: 37. Platz in der Qualifikation

- Miran Vodovnik
Kugelstoßen: 11. Platz

- Damjan Zlatnar
110 Meter Hürden: Vorläufe

- Peter Zupanc
Speerwurf: 22. Platz in der Qualifikation

- Alenka Bikar
Frauen, 200 Meter: Viertelfinale

- Tina Čarman
Frauen, Weitsprung: 35. Platz in der Qualifikation

- Jolanda Čeplak
Frauen, 800 Meter: Bronze

- Helena Javornik
Frauen, 10.000 Meter: 10. Platz

- Teja Melnik
Frauen, Kugelstoßen: 24. Platz in der Qualifikation

- Merlene Ottey
Frauen, 100 Meter: Halbfinale
Frauen, 200 Meter: Halbfinale

### Radsport
- Andrej Hauptman
Straßenrennen: 5. Platz

- Uroš Murn
Straßenrennen: 50. Platz

- Gorazd Štangelj
Straßenrennen: 43. Platz
Einzelzeitfahren: 35. Platz

- Tadej Valjavec
Straßenrennen: 26. Platz

### Rudern
- Iztok Čop
Doppelzweier: Bronze

- Andrej Hrabar
Zweier ohne Steuermann: 9. Platz

- Jani Klemenčič
Vierer ohne Steuermann: 9. Platz

- Davor Mizerit
Einzel: 9. Platz

- Matija Pavšič
Zweier ohne Steuermann: 9. Platz

- Miha Pirih
Vierer ohne Steuermann: 9. Platz

- Tomaž Pirih
Vierer ohne Steuermann: 9. Platz

- Luka Špik
Doppelzweier: Bronze

- Gregor Sračnjek
Vierer ohne Steuermann: 9. Platz

### Schießen
- Rajmond Debevec
Luftgewehr 10 Meter: 29. Platz
Kleinkaliber Dreistellungskampf 50 Meter: 4. Platz
Kleinkaliber liegend 50 Meter: 9. Platz

### Schwimmen
- Jernej Godec
4 × 100 Meter Lagen: 14. Platz

- Peter Mankoč
100 Meter Freistil: 13. Platz
200 Meter Freistil: 22. Platz
100 Meter Schmetterling: 29. Platz
4 × 100 Meter Lagen: 14. Platz

- Blaž Medvešek
200 Meter Rücken: 8. Platz
4 × 100 Meter Lagen: 14. Platz

- Marko Milenkovič
400 Meter Lagen: 31. Platz

- Emil Tahirovič
100 Meter Brust: 17. Platz
200 Meter Brust: 36. Platz
4 × 100 Meter Lagen: 14. Platz

- Bojan Zdešar
400 Meter Freistil: 31. Platz
1500 Meter Freistil: 20. Platz

- Lavra Babič
Frauen, 4 × 200 Meter Freistil: 16. Platz

- Anja Čarman
Frauen, 400 Meter Freistil: 24. Platz
Frauen, 4 × 200 Meter Freistil: 16. Platz
Frauen, 200 Meter Rücken: 23. Platz

- Sara Isakovič
Frauen, 50 Meter Freistil: 36. Platz
Frauen, 100 Meter Freistil: 26. Platz
Frauen, 200 Meter Freistil: 18. Platz
Frauen, 4 × 200 Meter Freistil: 16. Platz

- Alenka Kejžar
Frauen, 200 Meter Brust: 18. Platz
Frauen, 200 Meter Lagen: 18. Platz

- Anja Klinar
Frauen, 4 × 200 Meter Freistil: 16. Platz
Frauen, 200 Meter Schmetterling: 28. Platz
Frauen, 400 Meter Lagen: 13. Platz

### Segeln
- Tomaž Čopi
470er: 14. Platz

- Davor Glavina
470er: 14. Platz

- Gašper Vinčec
Finn Dinghy: 20. Platz

- Vasilij Žbogar
Laser: Bronze

- Teja Černe
Frauen, Europe: 17. Platz

- Vesna Dekleva
Frauen, 470er: 14. Platz

- Klara Maucec
Frauen, 470er: 20. Platz

### Tennis
- Tina Križan
Frauen, Doppel: 17. Platz

- Maja Matevžič
Frauen, Einzel: 17. Platz
Frauen, Doppel: 17. Platz

- Tina Pisnik
Frauen, Einzel: 33. Platz
Frauen, Doppel: 17. Platz

- Katarina Srebotnik
Frauen, Einzel: 17. Platz
Frauen, Doppel: 17. Platz